# 阿拉莫阿那中心
阿拉莫阿那中心是位于美国夏威夷州檀香山市的一座大型商场，店面面积约195,000平方米。该中心是夏威夷州最大的商场，美国最大的商场之一以及世界最大的露天商场。 .
阿拉莫阿那中心由超过290家商店和餐馆等设施组成，是阿拉莫阿那商圈的一部分，距离著名的威基基海滩仅有十分钟左右的路程。商场临近海滩，紧挨着阿拉莫阿那海滩公园。
除少数店铺（如Longs Drugs和Sears）主要为当地居民提供商品之外，绝大多数店铺均以游客为主要客户群。1990年代的扩建几乎完全以当时大规模涌入夏威夷的日本游客为目标，因而商场的顾客中来自日本的游客所占比重最大，商场的旅游手册都有日文版。各大奢侈品品牌的进驻也吸引了更多的海外游客。目前拥有的奢侈品店有宝格丽、LV、Gucci、普拉达、爱马仕、迪奥、香奈儿等。
商场的中心舞台不定期会举行具有夏威夷当地特色的小型演出，如夏威夷草裙舞和夏威夷皇家乐队的演奏等。
据2009年美国的一份商业调查显示，阿拉莫阿那中心是美国最为盈利的商场之一。
该商场亦为檀香山公交系统TheBus （页面存档备份，存于）最重要的中转站之一，自此可以转乘公交至瓦胡岛各地，并且将作为正在筹建的檀香山城市轨道交通系统的一站。